# Comté de Northam
Le Comté de Northam est une zone d'administration locale au sud-est de l'Australie-Occidentale en Australie. Le comté est situé un peu au nord-est de l'agglomération de Perth, la capitale de l'État. Il résulte de la fusion, le 1er juillet 2007, de la ville de Northam avec l'ancien comté de Northam.
Le centre administratif du comté est la ville de Northam.
Le comté est divisé en un certain nombre de localités:
- Bakers Hill
- Buckland
- Burlong
- Clackline
- Copley
- Grass Valley
- Irishtown
- Jennapullin
- Meenaar
- Mokine
- Muresk
- Northam
- Southern Brook
- Spencers Brook
- Throssell
- Woottating
- Wundowie.

Le comté a 10 conseillers locaux et est divisé en 4 circonscriptions.
- Town Ward (5 conseillers)
- Central Ward (2 conseillers)
- West Ward (2 conseillers)
- East Ward (1 conseiller)